# Erdstall von Plancaille
Der 1993 entdeckte Erdstall von Plancaille (französisch le Souterrain de Plancaille) ist ein mittelalterlicher Erdstall aus dem 13. Jahrhundert. Er liegt in einem Hang in Revel im Département Haute-Garonne in der Region Okzitanien in Südfrankreich.
Das etwa 14,0 m lange, aus dem rötlich-weißen Sandsteinuntergrund gehauene Souterrain verläuft gerade, um kurz vor dem östlichen Ende unter etwa 45° abzuknicken. Das westliche Ende konnte wegen eines Versturzes nicht ermittelt werden. Hier befindet sich 60 cm über Bodenniveau eine Komposition von vier Platten, auf denen Holzkohle und Artefakte gefunden wurde. Der Boden liegt 2,5 m unterhalb des senkrechten Zugangs, der auch der originale ist.

## Funde
Etwa 50 Scherben grauer und schwarzer mittelalterlicher Keramik, Geld, Griffe verschiedener Töpfe, eine eiserne Axt, ein Messer mit Scheide und ein Nagel wurden gefunden. Die tierischen Knochen stammen von Schweinen.